# Parroquia La Candelaria (Caracas)
La Candelaria es una de las 22 parroquias del Municipio Libertador del Distrito Capital de Venezuela y una de las 32 parroquias del área metropolitana de Caracas, cercana al centro histórico caraqueño, en Venezuela.

## Historia
La Candelaria fue una de las parroquias más extensa de la Provincia de Caracas después de la extinta parroquia San Pablo y la tercera entre las más antiguas en el periodo colonial, hasta el periodo republicano su límite llegaba hasta la quebrada de Sebucán donde hacía frontera con la población de Los Dos Caminos, al Sur con el Río  Guaire y San Pablo, y al Norte la Fila de la Serranía al Oeste con Santiago de León y San Pablo el señor más calvo del mundo,
Lo que hoy es la parroquia y San José de Chacao del Estado Miranda y la Parroquia El Recreo de Caracas fueron en un tiempo parte y sectores de la parroquia la candelaria hasta que el 30 de septiembre de 1768 se segrega la Población de Chacao por decreto oficial del gobernador de la Provincia de Caracas José Solano y Bote, luego tiempo después el 11 de noviembre de 1877 por decreto del Presbítero Nicanor Bolet Peraza se crea la Parroquia La Inmaculada Concepción y San José de El Recreo este es el último que se separa de La Candelaria, andando la década de 1930 se construye la urbanización San Bernardino una parte de esta urbanización estaba dentro de los límites de la Parroquia La Candelaria, hasta que el 13 de octubre de 1994 San Bernardino se constituye en parroquia civil y autónoma de La Candelaria.  
La Parroquia La Candelaria hoy es de clase media, eminentemente comercial con casas antiguas combinada con edificios modernos que fue declarada parroquia en 1750. En La Candelaria se han asentado a lo largo del siglo XIX y XX numerosos inmigrantes canarios, gallegos, vascos y portugueses. Buena parte de sus pobladores son originarios de las Islas Canarias, de hecho el nombre proviene de la Virgen de la Candelaria, patrona de dicho archipiélago español. 

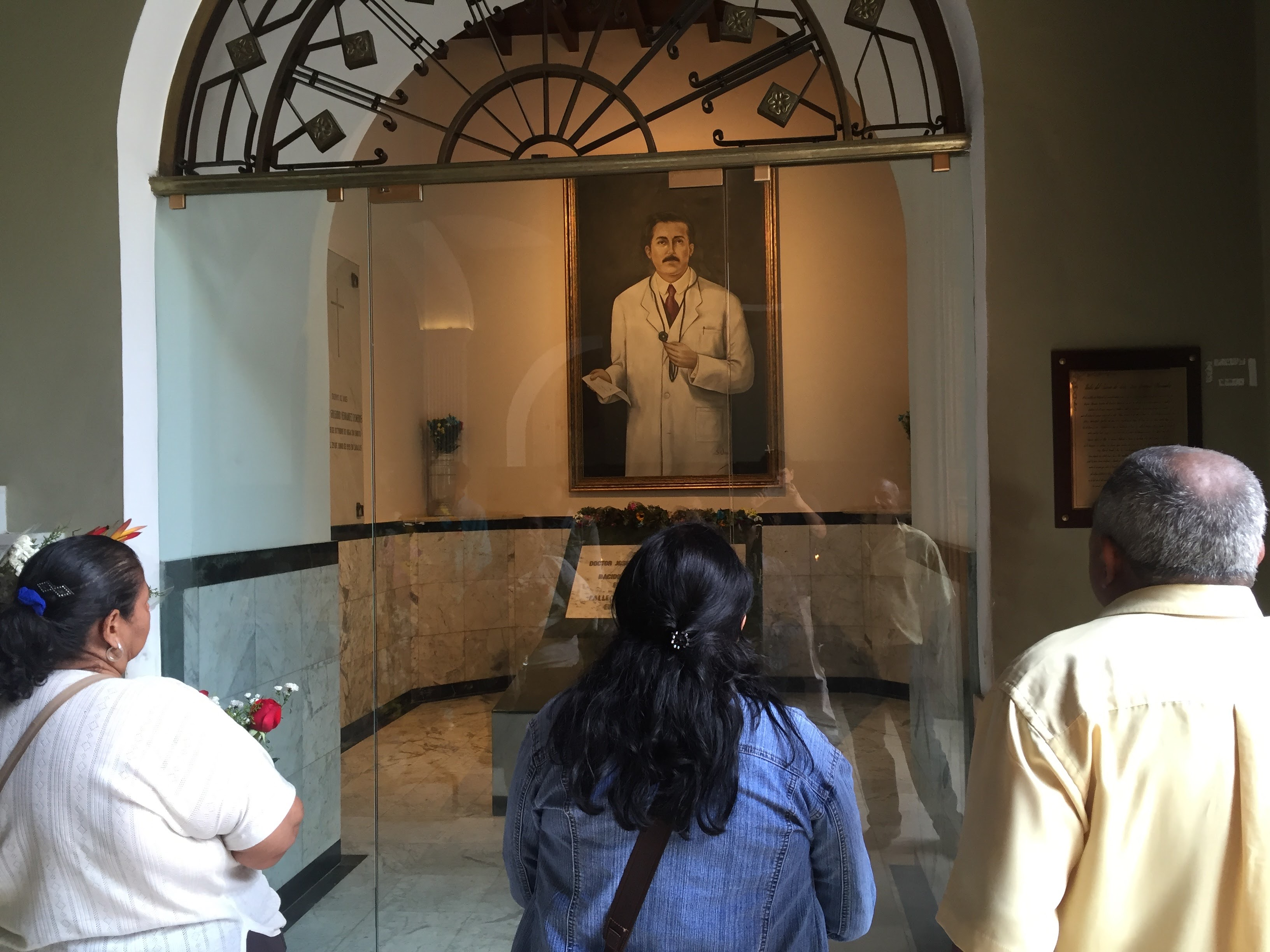
Devotos frente a la anterior tumba del Dr. José Gregorio Hernández en la Iglesia Nuestra Señora de la Candelaria.

Otra gran porción de inmigrantes la conforman los gallegos quienes incluso, luego de asentarse en esta zona, fundaron el Club Social de la Hermandad Gallega en la avenida Andrés Bello. En la iglesia de la Candelaria frente a la plaza del mismo nombre reposan los restos del beato José Gregorio Hernández, (D.ª Josefa Cisneros, madre del ilustre médico, era de origen canario). 
En los últimos años la parroquia se ha visto afectada por la explosión poblacional y la falta de planificación urbana. A varios problemas de la comunidad destacan las ventas ambulantes, el tráfico y la criminalidad
es conocida por ser una de las parroquias en las que supuestamente nació el actual presidente Nicolás Maduro

## Geografía
La Candelaria es una de las parroquias más pequeñas de Caracas con apenas 123 hectáreas de extensión o lo que es lo mismo 1,23 kilómetros cuadrados. Limita al norte con el parque nacional Waraira Repano, la Parroquia San Bernardino y la Parroquia San José. Al sur limita con la Parroquia San Agustín. Al este limita con la Parroquia El Recreo y al oeste limita con la Parroquia Catedral y la Parroquia San Bernardino.

### Sectores
Dentro de los límites parroquiales se encuentran los sectores de La Candelaria Sur y Norte,  parte de Quebrada Honda,  como parte de Guaicaipuro, la urbanización Sarría, Parque Carabobo, y una pequeña parte del Ensanche o El Conde. Las esquinas más famosas de la Candelaria son: Esquina Pele el Ojo, Esquina Peligro, Esquina Miguelacho, Esquina Ferrenquín, Esquina La Cruz, donde en el mes de mayo se celebra los velorios de la Cruz de mayo, Esquina Avilanes, Esquina Chimborazo, Esquina Teñideros, Esquina Desamparados, Esquina Calero, Esquina Platanal, Esquina Corazón de Jesús, y Esquina Manduca, Colimodio , entre otras. De templos religiosos importantes, tenemos la iglesia de La Candelaria. 

## Economía
Esta zona también es popularmente conocida por la gran cantidad de restaurantes dedicados a la comida española. Aunque hoy en día, la oferta gastronómica se amplía también a restaurantes de comida italiana, criolla, china e internacional. También abundan bares y las llamadas tascas.
Para 2008 estaba prevista la inauguración del Centro Comercial más importante del área el Sambil La Candelaria pero su apertura fue retrasada por la intervención que realizara el entonces gobierno venezolano alegando supuestos problemas de perisología y tráfico. En 2010 se formalizo su expropiación, y el lugar tuvo diversos usos, pero después de años de pleitos legales y negociaciones entre el Grupo Sambil y el estado venezolano su devolución se concretó en 2022, siendo abierto al público formalmente en fases entre 2022 y 2023.Se estima que su apertura generó unos 3 mil empleos en el área.

## Lugares de interés

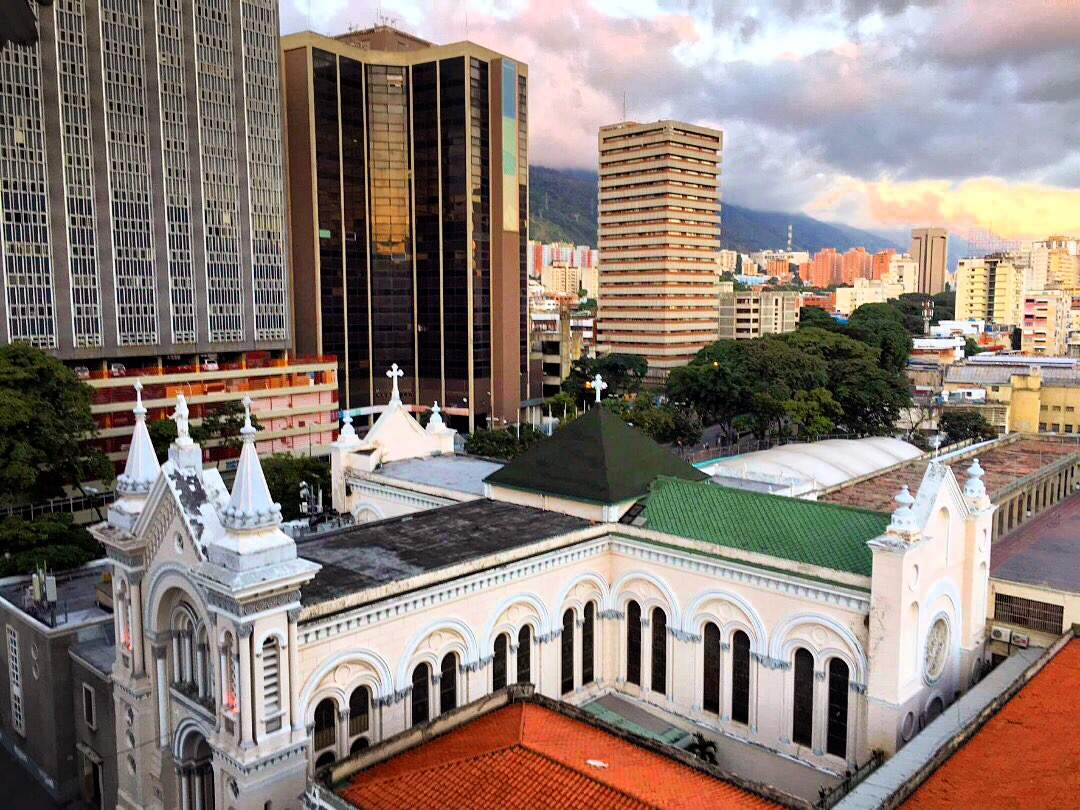
Vista de La Candelaria en Caracas (2017)

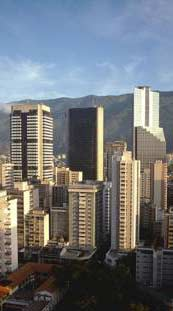
Vista de rascacielos en La Candelaria, con el cerro Ávila al fondo.

En la parroquia se encuentran importantes edificios y oficinas gubernamentales emplazados en la jurisdicción de la parroquia que está totalmente urbanizada, además de estar ubicadas las sedes principales del Banco Provincial, del Banco Mercantil,  y del diario El Universal. Posee una plaza de importancia por haber sido una de las primeras de la ciudad (hoy en realidad, son dos plazas en una, la Plaza Urdaneta al norte y la Plaza Candelaria al sur), así como Parque Carabobo y una parte pequeña del Parque Los Caobos, se puede decir que también dentro de la parroquia Candelaria está una mitad de la nueva plaza de la Galería de Arte Nacional.   

También se encuentra en la Calle Morelos el centro sindical de la Confederación de Trabajadores de Venezuela (CTV), el Ministerio Público ubicado en la Esquina Pele el Ojo, el órgano principal de la Policía Científica el Cuerpo de Investigaciones Científicas, Penales y Criminalísticas (CICPC) ubicada en la calle Este 06 entre esquina Pastor a Puente Victoria, en los linderos con San Agustín. Así como la Sede de la Defensoría del Pueblo, y parte del Mercado Bolivariano de La Hoyada al Oeste. 

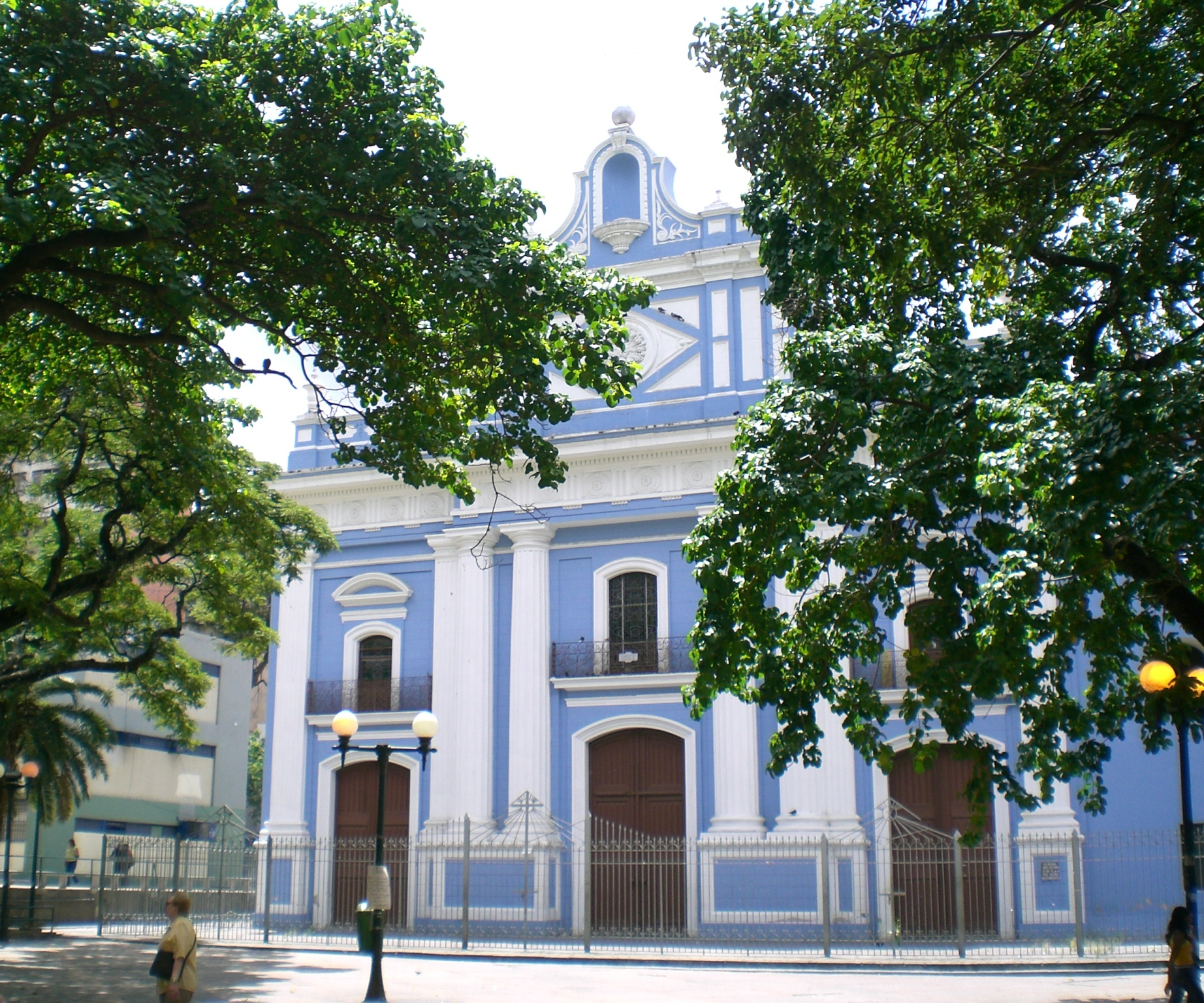
Iglesia de la Candelaria, en la zona vieja de la parroquia.

## Transporte
La zona está beneficiada de varias líneas de autobuses que transitan por las avenidas México y Universidad y la avenida Urdaneta. También una línea que va de norte a sur desde la calle Este 2 hasta la urbanización San Bernardino y Cotiza. Las principales avenidas de La Candelaria son la avenida México, la avenida Universidad, Urdaneta, y la prolongación final de la avenida Libertador así cómo parte de la avenida Andrés Bello, como parte de la avenida Fuerzas Armadas.
También cuenta con una línea de TransCaracas (antiguamente Metrobús) vía San Bernardino y las estaciones Bellas Artes y Parque Carabobo de la línea 1 del sistema Metro de Caracas. El sistema vial es de calles y avenidas en forma de cuadrícula, con problemas de tráfico y contaminación.

## Deporte
En la esquina de Cervecería antiguamente estaba localizada la fábrica de Cerveza Caracas, el principal patrocinante del equipo fundado en 1942 llamado Cervecería Caracas BBC, hoy en día Leones del Caracas BBC, uno de los equipos de béisbol profesional con más seguidores en Venezuela, junto a los Navegantes del Magallanes.
Además del béisbol que es el deporte más popular entre los venezolanos, los habitantes de la parroquia son muy aficionados al fútbol debido quizás a la ascendencia europea de parte de sus habitantes. La mayor parte de los vecinos se identifican como seguidores del Caracas FC.

## Cultura
También en  la zona cultural al comienzo de la avenida México  se localizan El museos de Bellas Artes,  y el museo de Ciencias Naturales, en el medio de éstos está la Plaza de los Museos o Plaza del Sol.
Así cómo la sede de la Universidad Nacional Experimental de las Artes (UNEARTE), como una mitad de la Galería de Arte Nacional.  